# Bengt Ingmar Kilström
Bengt Ingmar Kilström, född 4 mars 1922 i Gävle Heliga Trefaldighets församling, död 26 februari 2006 i Strängnäs, var en svensk präst, teolog (docent) och författare. Han är mest känd för att ha skrivit ett mycket stort antal kyrkobeskrivningar, framförallt för kyrkor i Uppsala stift.

## Biografi
Bengt Ingmar Kilström var son till distriktschefen Oskar Kilström och Hedvig Nordström. Efter studier vid Fjellstedtska skolan blev han student vid Lunds universitet 1943, teol. fil. examen 1945. Han fortsatte sina studier i Uppsala 1945 och avlade teol. kand. examen 1949. Efter prästvigningen fortsatte han sina studier och blev teol. lic. 1954 och disputerade 1958. 1966 utnämndes han till docent i praktisk teologi med kyrkorätt. 
Efter prästvigningen 6 januari 1950 i Strängnäs upprätthöll han prästerliga tjänster i Uppsala stift, först i Skepptuna församling och sedan i Hjälstaholms pastorat. Han var t.f. kyrkoherde i Hjälstaholm 1952 till 1960, och t.f. komminister i Östhammar 1960 till 1961. 1 juli 1962 tillträdde han ett lektorat vid Högre allmänna läroverket i Strängnäs. Han kvarstod i denna tjänst till pensioneringen 1986. Mellan 1982 och 1986 tjänstgjorde han som t.f. professor i praktisk teologi vid Åbo akademi.
Han ingick 1953 äktenskap med teol.kand. Maud Holmquist.

## Författarskap
Kilströms forskarstudier inom ämnet praktisk teologi var först inriktade på de kateketiska motiven i den medeltida kyrkokonsten, som behandlades i licentiatavhandlingen 1954. Forskningen  vidgades till att omfatta den kateketiska undervisningen i Sverige under medeltiden. Han framhöll att det i medeltida svenska handskrifter visas på de sju bönerna i Fader Vår som bildar utgångspunkten i besegrandet av synderna och vinnande av salighet. Även kalkmålningarna användes som ett källmaterial för kyrkans kateketiska tradition.
Hans forskningsområde kallas med ett nutida uttryck ikonografi, och han medverkade med artiklar i ämnet inom Kulturhistoriskt Lexikon för Nordisk Medeltid. Han producerade också ett större antal artiklar i Fornvännen, och beskrev Härkeberga kyrka och Litslena kyrka i monografiserien Sveriges Kyrkor.
Som ung student var han 1948 involverad i framtagningen av kalkmålningarna i Litslena kyrka och detta blev en utgångspunkt både för hans doktorandstudier och hans gärning som författare av kyrkobeskrivningar. Bengt Ingmar Kilströms första kyrkobeskrivning handlade om Husby-Sjutolfts kyrka och utkom 1946. Den sista nyskrivna av honom behandlade Kolbäcks kyrka i Västmanland och utgavs 2002.
Han var 1964 till 1989 sekreterare i Ärkestiftets kyrkobeskrivningskommitté och kom där att vara involverad i beskrivningen av alla kyrkor i Uppland, Gästrikland och Hälsingland. Uppdraget var avslutat i mitten av 1980-talet, men i många fall har nya upplagor utkommit. Många av kyrkobeskrivningarna i Uppsala stift skrev han själv. De kännetecknas av god akribi och hög kvalitet, trots författarens stora flit. I en intervju på 75-årsdagen önskade han sig att alla kyrkor hålls öppna och tillgängliga för allmänheten. "Stängda kyrkor är en styggelse", konstaterade han.
Bengt Ingmar Kilström engagerades också för att skriva om kyrkor i Sörmland och Västmanland men har också utgivit beskrivningar om kyrkor i andra bygder, som Påskallaviks kyrka i Småland och Skee kyrka i Bohuslän.
1944 skrev han sin första understreckare i Svenska Dagbladet och förutom kyrkobeskrivningarna gav han ut populärvetenskapliga introduktioner till olika romersk-katolska ordnar, som Jesuitorden, Dominikanerorden och Franciskanerorden. Han skrev också om passionsspelen i Oberammergau och om heliga Birgitta. Många av böckerna användes som litteratur för kyrkliga studiecirklar.
Han engagerades som ung student inom den högkyrkliga rörelsen och framträdde också som dess historieskrivare 1990 i en bok om högkyrkligheten i Sverige och Finland under 1900-talet.

## Tryckta skrifter i urval
- Den kateketiska undervisningen i Sverige under medeltiden (avhandling 1958)
- Franciskanska perspektiv (1974)
- Dominikanska perspektiv (1976)
- Kyrkans år (1977)
- I Jesu sällskap (tillsammans med Lars Rooth, 1979)
- Passionsspelen i Oberammergau (1979)
- Bild och symbol i Guds hus (1983)
- Passionsspelen i Österrike (1985)
- Kyrkorummet i kult och konst (1989)
- Högkyrkligheten i Sverige och Finland under 1900-talet (1990)
- Strängnäs domkyrka genom seklen (1991)
- Birgittinska perspektiv (1991)